# 瓦尔滕霍芬
瓦尔滕霍芬是德国巴伐利亚州的一个市镇。总面积59.76平方公里，总人口8942人，其中男性4442人，女性4500人（2011年12月31日），人口密度150人/平方公里。